# Cantó de Levallois-Perret-Sud
El cantó de Levallois-Perret-Sud és un antic cantó francès del departament dels Alts del Sena, que estava situat al districte de Nanterre. Comptava amb part del municipi de Levallois-Perret.
Al 2015 va desaparèixer i el seu territori es va unir al cantó de Levallois-Perret.

## Municipis
- Levallois-Perret (part)

## Història
| Data d'elecció                           | Identitat           | Partit           | Qualitat |
| ---------------------------------------- | ------------------- | ---------------- | -------- |
| 1967-1970                                | Jacques Atlan       | PCF              |          |
| 1970-1976                                | Charles Pasqua      | UDR              |          |
| 1976-1982                                | Parfait Jans        | PCF              |          |
| 1982-1988                                | Patrick Balkany     | RPR              |          |
| 1988-2001                                | Isabelle Balkany    | RPR              |          |
| 2001-2011                                | Danièle Dussaussois | RPR, després UMP |          |
| 2011-                                    | Arnaud de Courson   | Divers droite    |          |
| les dades anteriors no són pas conegudes |                     |                  |          |
|                                          |                     |                  |          |

## Demografia
| A partir de 1990: Població sense dobles comptes |